# Еллі Алексіу
Е́ллі Алексі́у — (грец. Έλλη Αλεξίου; 3 червня 1894, Іракліон, острів Крит,— 28 вересня 1988, Афіни) — грецька письменниця та перекладачка.

## Основні події життя
Народилася в сім'ї видатного критського освітнього діяча Стільяноса Алексіу, власника книгарні та видавця. Крит на той час ще не звільнився від османського панування; грецьке населення раз-у-раз повставало проти іноземного та іновірного пригноблення, але було неосвіченим і навіть зверхньо ставилося до освічених людей, віддаючи перевагу фізичній силі, відвазі та спритності, а не знанням та розуму. Саме в таких умовах Стільянос Алексіу розпочав просвітну роботу. Він збирав та видавав народні пісні, розшукав і видав славетний віршований роман Вінцендзоса Корнароса «Еротокріт» (середина XVII століття), але головне — його книгарня та його оселя були центром духовного життя острова. Тут збиралися всі критяни, хто мав потяг до культури, зокрема літератори, серед яких в першу чергу треба згадати майбутнього видатного прозаїка Нікос Казандзакіс. Пізніше, вже перебуваючи в Афінах, юна Еллі теж тяжіла до такого середовища; серед її знайомих були й значно старші від неї Андреас Каркавіцас, Ангелос Сікельянос, Костас Варналіс, і молодші Костас Теотокіс, Васос Даскалакіс (Даскалакіс потім став чоловіком Еллі Алексіу, а Казандзакіс — її сестри Галатії). Не дивно, що діти з родини Алексіу теж прилучилися до літератури: син Лефтеріс став філологом і поетом, дочки Галатія та Еллі писали художню прозу та критичні праці. Ще один їхній брат, Радамантос, отримав технічну освіту, але був також обдарованим музикантом.
|              | Родина Ст. Алексіу протягом півстоліття мала вирішальне значення для відродження літературного життя на Криті. |
| — А. Діктеос | |

Коли Еллі залишилася сиротою, її виховувала старша сестра Галатія (мати померла від апоплексії 1907 року). Але Еллі й сама багато працювала по господарству; рідні називали її «другою мамою».
Еллі Алексіу закінчила педагогічне училище в Іракліоні, вчителювала там у жіночій гімназії, а згодом — в Афінах. Потім вона стала однією з перших жінок, які закінчили Афінський університет, і відразу після закінчення була відряджена на державний кошт до Парижу, щоб удосконалюватися у французькій мові.
Повернувшись на Крит, викладала грецьку та французьку мови у школі для дівчат. Працювала в школі для вбогих та в сирітському притулку.
1920 року одружилася з В. Даскалакісом.
Вона була серед перших жінок-педагогів на Криті, тому її часто з повагою називали просто «Вчителька народу» (загалом викладала протягом сорока двох років: двадцять п'ять у Греції та сімнадцять за кордоном). Багатий педагогічний досвід дав їй тематику для більшості літературних творів. Її оповідання «Франдзескос» («Φραντζέσκος»), надруковане 1923 року в газеті «Філікі Етерія», було помітною подією в грецькому літературному житті, попри те, що текст невеликий за обсягом. Ця публікація справила надзвичайне враження й на сім'ю Алексіу: через невеликий зріст, дуже скромну вдачу та постійні клопоти в господарчих справах Еллі в родині вважалася ледь не за Попелюшку: всі її любили, але зовсім не сподівалися від неї помітного літературного хисту.
До літературного дебюту її спонукав чоловік: вислухавши її розповідь про хлопчика, який був прототипом Франдзескоса, він наполіг, щоб Еллі негайно записала цю історію: «Якщо ти не зробиш цього до обіду, я не переступлю поріг у нашій хаті!»

Еллі Алексіу в поважному віці

Педагогічна праця серед найбідніших верств населення сприяла формуванню лівих політичних поглядів. 1928 року Алексіу вступила до комуністичної партії Греції, пізніше входила до її керівних органів.
1938 року розлучилася з Даскалакісом. Значно пізніше (з шістдесятих років) її особисте життя було пов'язане з літературним критиком марксистської орієнтації Маркосом Авгерісом.
Під час Другої світової війни брала активну участь у грецькому Русі Опору. Після закінчення війни отримала стипендію уряду Франції для навчання в Сорбонні. Але на той час в Греції почалася громадянська війна, й Еллі Алексіу доручили займатися освітою та вихованням дітей біженців, які у великий кількості з'явилися в країнах Європи. Вона не тільки організувала це, але й сама викладала в емігрантських школах. Через це її як активну комуністичну діячку було позбавлено грецького громадянства. Аж до 1963 року вона перебувала в еміграції (повернулася на похорон сестри Галатії). Від 1949 мешкала в соціалістичних країнах, переважно в Румунії, де на той час перебував провід грецьких комуністів; її було обрано членом центрального комітету цієї партії.
У Франції підтримувала дружні зв'язки з Луї Арагоном, Полем Елюаром, Веркором та іншими літераторами, переважно лівого напрямку.
Після повернення на батьківщину до глибокої старості брала активну участь у літературному та громадському житті, виступала з лекціями. В шістдесяті-сімдесяті роки активно виступала проти режиму «чорних полковників» і була репресована, перебувала в ув'язненні (маючи понад сімдесят років віку).

## Літературна творчість
Як зазначено вище, перша публікація Е. Алексіу («Франдзескос»; це оповідання двічі друкувалося в українському перекладі в дещо відмінних редакціях, хоча перекладач той самий) відбулася 1923 року, але активну літературну діяльність вона розпочала 1931 року, опублікувавши цикл оповідань «Жорстока боротьба за життя малечі» («Σκληροί αγώνες για μικρή ζωή»). Її роман «Люмпен» («Λούμπεν», 1940) і взагалі більшість творів присвячено темі виховання (особливо популярною серед цих творів є автобіографічна повість «Третя християнська дівоча школа» — «Γ΄ Χριστιανικόν Παρθεναγωγείον», 1934, перекладена багатьма мовами).
|                                               | Усі ми відчули, що з цим маленьким шедевром у нашій прозі з’явилося нове визначне ім’я. Нічого схожого на спробу пера не було в цьому новому, але вже цілком дозрілому творі. Й оця дозрілість виявлялася не лише у сфері виразних засобів, але й у самій темі, в її соціальній орієнтації, в новому баченні світу, яке тоді віднаходила грецька література. Алексіу писала про дітей бідного трудящого люду, про їхнє соціальне становище, про їхні реакції на перші зіткнення із соціальним середовищем. Її оповідання не було звичним для того часу читанням для дітей, воно виходило далеко за ці вузькі рямці. Воно було сповнене гіркої поезії, душевної шляхетності та дивовижної людяності. |
| — Маркос Авгеріс про оповідання «Франдзескос» | |

Провідна тема, яка постійно перебуває в центрі уваги письменниці — протистояння соціальної несправедливості. Боротьба греків проти гітлерівської окупації знайшла відображення в романі «Протоки» («Παραπόταμοι», 1955); гострі соціальні проблеми порушуються в романах «І так далі» («Και ούτω καθεξής», 1964) та «Найвище» («Δεσπόζουσα», 1972), дія яких розортається в середовищі підпільників.

Обкладинка книжки Еллі Алексіу «Гладунчик і Стрибунка», виданої видавництвом «Καστανιώτης» 1998 року

Роман «З лірою» («Με τη Λύρα», 1958) розповідає про життя грецьких політичних емігрантів.
Письменниці належать також твори для дітей: повість «Гладунчик і Стрибунка» («Ο Χοντρούλης και η Πηδηχτή», 1939), «Вона хотіла зватися панею» («Ηθελε νά τη λένε κυρία», 1956), «Питаю та вчуся» («Ρωτώ και μαθαίνω», 1975) і перекази байок Езопа.
Особливе місце в її доробку займає великий мемуарно-біографічний роман (або історико-літературне дослідження) про Нікоса Казандзакіса «Як стати великим» («Για να γίνει μεγάλος», 1962).
Еллі Алексіу відома також як літературознавець. Найфундаментальніша її праця — «Зарубіжна література» («Ξένοι Λογοτέχνες», 1984). Вона також підготувала до друку всі романи та більшість оповідань А. Каркавіцаса, написала критичний огляд про його творчість, відредагувала повне зібрання його творів (текстам передувала нею ж написана ґрунтовна вступна стаття). Відредагувала повне зібрання творів Ф. М. Достоєвського в грецькому перекладі і написала вступну статтю до нього.
Крім того, Алексіу писала праці з педагогіки.

### Українська література в творчості та житті Еллі Алексіу
Еллі Алексіу вважається першою, хто ознайомив грецького читача з українським красним письменством, приклавши до цієї справи і власний талант, і багато організаційних зусиль.
До кінця п'ятдесятих років у Греції не було жодних відомостей про українську літературу: навіть у Великій грецькій енциклопедії Д. Елефтеродакіса не згадувалися ані Тарас Шевченко, ані Іван Франко, ані хто-небудь інший, та й про саму Україну писалося лише як про південну околицю Російської імперії. Заповнити цю сумну прогалину в знаннях греків вважала за необхідне українська дослідниця грецької мови та грецької літератури Тетяна Чернишова, яка в 1956—1957 роках працювала перекладачкою в радянському посольстві в Афінах. Вона звернулася до відомого грецького поета-комуніста Янніса Ріцоса, але він спочатку не відреагував на можливість перекладати українську поезію. Пізніше вона залучила до цієї справи прозаїка Темоса Корнароса, який 1958 року був у Києві і написав про це подорожні нотатки. Той, хоч сам і не прилучився до справи, але дав рекомендаційного листа до Еллі Алексіу, вважаючи, що вона є саме тією особою, яка здатна допомогти. Дійсно, письменниця зацікавилася Україною і невдовзі влаштувала серед греків-емігрантів у Румунії (де вона на той час мешкала; див. вище) пересувну виставку репродукцій художніх творів Тараса Шевченка. Одночасно вона сама заходилася перекладати твори Шевченка й зуміла заохотити до цього того ж таки Ріцоса.
1960 року кілька студентів філологічного факультету Київського університету, які вивчали грецьку мову (серед них були Олександр Пономарів та Ніна Клименко), надіслали Ріцосу (за його проханням) підрядники деяких поезій Шевченка, і 9 березня 1961, до сторіччя з дня смерті Кобзаря, Ріцосів переклад вірша «Мені однаково, чи буду…» з'явився у грецькій газеті «Авгі». Але Алексіу трохи випередила його: її переклади «Заповіту» та «Мені однаково, чи буду…» (за іншими даними — «Ой одна я, одна…» за підрядником Ніни Клименко) були надруковані в емігрантському грецькому журналі «Πυρσός» («Смолоскип»; 1961, № 2), що виходив в Східній Німеччині. Переклад «Заповіту» і велику статтю Алексіу «Тарас Шевченко» надруковано і в газеті грецьких політичних емігрантів «Νέα Ζωή» («Нове життя», 30 березня 1961, № 2, виходила в Румунії).
На запрошення Спілки письменників України відвідала Київ 1961 року, брала участь у відзначенні Шевченківських днів 1961 року (з нагоди сторіччя з дня смерті). Виступила з привітанням на десятій науковій шевченківській конференції і прочитала перекладений нею «Заповіт». Цей переклад було опубліковано в збірнику праць десятої наукової Шевченківської конференції (1962, с. 332). Він зроблений вільним віршем, без збереження ритміки та рим оригіналу.
В інтерв'ю «Літературній газеті» (30 травня 1961) вона казала: «Дивлюся на Шевченка очима гречанки і бачу, що він і творчістю своєю і всім своїм життям немов перегукується з нами. Він наш брат у стражданнях, переслідуваннях, тюрмах, різних заборонах. Він наш брат і у мріях, переконаннях, вірі у світле завтра. Перебуваючи зараз в еміграції, ми, як і він колись, мріємо про батьківщину, сподіваємося жити серед свого народу і віримо у велику сім'ю народів, яку передбачив великий пророк — Шевченко».
Після цього взяла участь у підготовці до ювілею Лесі Українки, залучила С. Мавроїді-Пападакі до перекладу її творів, але участі у святкуванні не брала, бо не встигла отримати візу. Тим не менш твори української поетки вийшли в Афінах під її редакцією.
Одночасно продовжила працю над спадщиною Тараса Шевченка. Влаштувала в Афінах виставку, аналогічну тим, що вже влаштовувала в Румунії, а головне — розвинула активну діяльність задля видання перекладів його поезій. Перша збірка Шевченка грецькою мовою вийшла в Афінах 1964 року. Еллі Алексіу залучила до перекладу більше десятка поетів, упорядкувала збірку, відредагувала її, написала вступну статтю й видала книжку власним коштом.
Популяризовала також творчість Івана Франка та інших українських письменників, висловлювала свої приязні почуття до України. У своїх висловлюваннях про Україну та українських поетів Алексіу постійно підкреслювала паралелі між українським та грецьким духовним життям, згадувала спільні сторінки історії, одеські корені "Філікі Етерії, перебування в Києві Александра Іпсіланті, подібність долі українських та грецьких поетів, називала Шевченка грецьким словом «рапсод» тощо.
|                                                | Саме в Україні зайнявся у 1814 р. перший ранок грецького повстання. На священній землі України народилася і змужніла наша революційна організація «Філікі Етерія». Багато сліз прийняла одеська земля під час присягання грецьких патріотів на свободу або смерть. Київ дав нам проводиря повстанців — Александра Іпсіланті, Одеса дала нам засновника «Етерії» Скуфаса та інших. Грек із Одеси Секеріс найбільше підтримав повстання грошима. У 1964 р., коли ми в Афінах працювали з найкращими нашими поетами над перекладами з Шевченка на грецьку мову, нам здавалося, що тут ішлося про нашого Рігаса чи нашого Дякоса, що так само, як і великий герой України, присвятили своє життя тим самим ідеалам… |
| — Еллі Алексіу, З почуттям подвійної вдячності | |

Постаті та творчості Шевченка присвячено окремий розділ у її монографії «Зарубіжна література».
|                                      | Творчу особистість Тараса Григоровича Шевченка намагалися визначити чимало літературознавців, поетів, художників та громадських діячів. Цікаво відмітити, що часті ці визначення стосуються різних аспектів творчості Шевченка. Цей факт свідчить, що український поет-борець поєднував у собі чимало талантів, а також те, що кожен з них заслуговує на увагу та пошану людства. |
| — Еллі Алексіу, Зарубіжна література | |

Тут знов, як і в цитованій вище статті, дослідниця проводила паралель між Шевченком та грецьким поетом і борцем за свободу Рігасом Фереосом (Велістінлісом), який був і громадським діячем, і одним із творців новогрецької літератури. Наприкінці розділу вона писала:
|                                      | Сьогодні голос Шевченка лунає по всьому світу. Найкращі скульптори звели йому величні пам’ятники. Його іменем названо вулиці і площі, школи, клуби, колгоспи, підприємства. «Народний поет» (у розумінні фольклорний) став уселюдським поетом, символом боротьби за волю. Навколо його пам’ятників збираються тисячі людей. На своїх святах, навіть родинних, українці співають пісні безсмертного рапсода, а їхні серця відгукуються на його пророчі слова. |
| — Еллі Алексіу, Зарубіжна література | |

Українською мовою перекладено кілька її творів (зокрема, Володимиром Забаштанським).

### Українські переклади творів Еллі Алексіу
- Еллі Алексіу. Хуртовина на Егейському морі. Оповідання. Переклала з новогрецької Алла Рубанович // Радянська жінка, 1960, № 6, с. 21–22.
- Еллі Алексіу. Франзескос. Оповідання. Переклала з новогрецької Алла Рубанович // Радянська жінка, 1961, № 9, с. 18–19.
- Еллі Алексіу. Франзескос. Оповідання. Переклад з грецької. Київ: Веселка, 1969, 68 с. [Зміст: Т. Чернишова. Наш друг Еллі Алексіу [Передмова].— Мавпочка Міка (переклад В. Забаштанського та Т. Левченко).— Троє братів (переклад Н. Клименко).— Франзескос (переклад А. Рубанович).— Вангеліца (переклад Т. Левченко).— Маленькі глядачі Артура (переклад А. Рубанович).— Без мети (переклад О. Пономаріва).— Фросо (переклад Т. Левченко).]
- Еллі Алексіу. Троє братів (переклад Н. Клименко).— Без мети (переклад О. Пономарева) // Новогрецька література. Антологія. Київ: Українська енциклопедія імені М. П. Бажана, 2008, с. 274–280.

### Публіцистичні виступи Еллі Алексіу в українській пресі
- [Відповідь на запитання кореспондентів у зв'язку з Шевченківською конференцією] // Літературна газета, 30 травня 1961, № 42, с. 4.
- Еллі Алексіу. Історія Греції ще не сказала свого слова [про Маноліса Глезоса] // там само.
- Привітання письменниці Еллі Алексіу // Збірник праць ювілейної десятої наукової Шевченківської конференції. Київ: Видавництво Академії наук Української РСР, 1962, с. 330–332.
- Еллі Алексіу. З почуттям подвійної вдячності // Всесвіт, 1972, № 11, с. 15–17.